# ヴァイキング

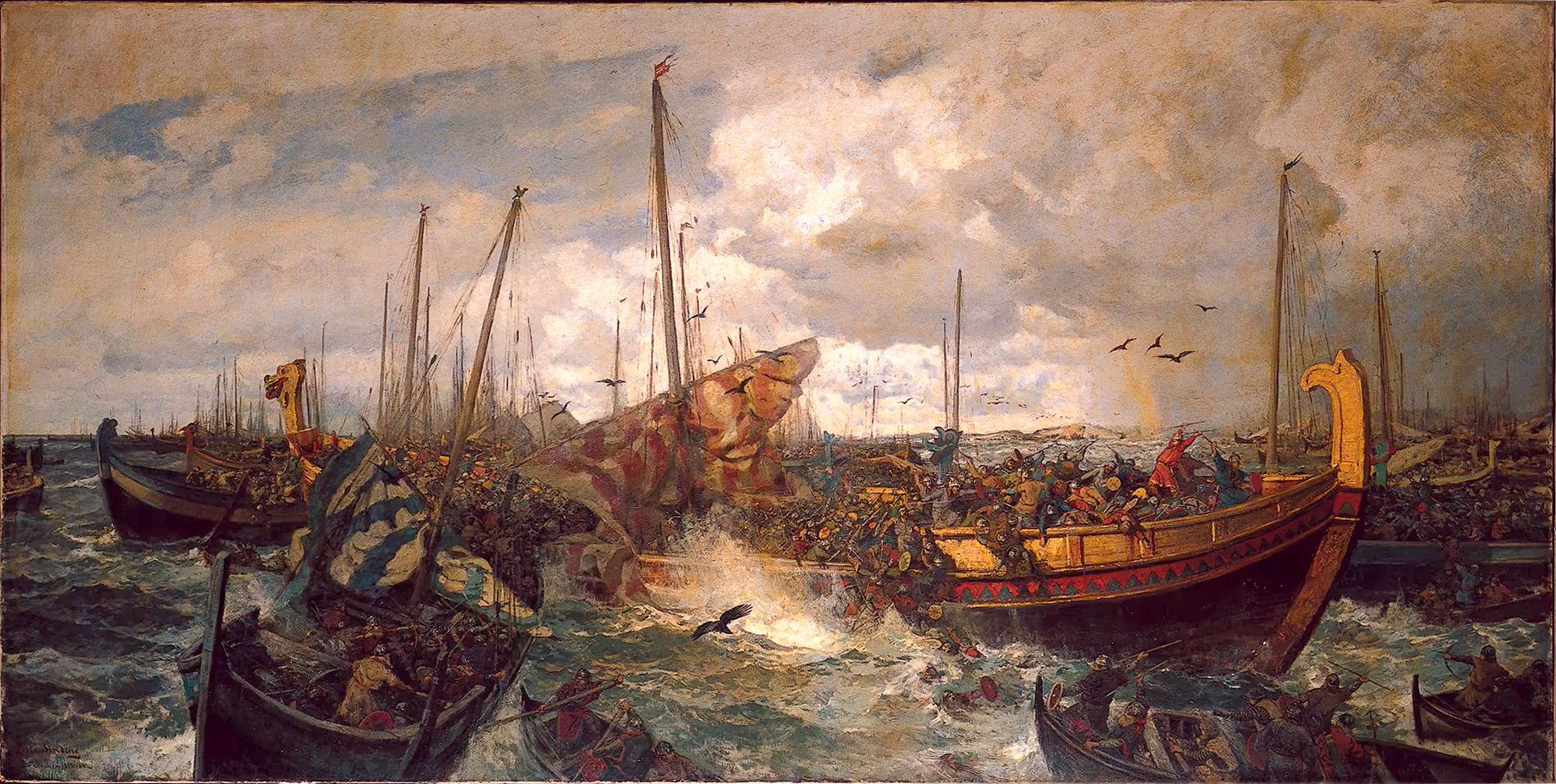
ヴァイキングの著名な戦闘 : スヴォルドの海戦を描いた絵画

ヴァイキング（英: Viking、典: viking、独: Wikinger）とは、ヴァイキング時代（Viking Age、800年 - 1050年）と呼ばれる約250年間に西ヨーロッパ沿海部を侵略したスカンディナヴィア、バルト海沿岸地域の武装集団を指す言葉。
通俗的には、ヴァイキングは角のある兜を被った海賊や略奪を働く戦士であるとされるが、このイメージは後世の想像の影響が強く、実際には略奪を専業としていたのではなく交易民でもあり、故地においては農民であり漁民であった。
各地に進出し、北ヨーロッパの歴史に大きな影響を残したが、次第に各地に土着してゆくとともに海上の民としての性格を失い、13世紀までには、殆どのヴァイキングは消滅した。

## 名称
ヴァイキングという呼称の語源は古ノルド語: víkingr（氷語: víkingur、フィヨルドから来たもの）。古ノルド語: vík（氷語: vík）は湾、入り江、フィヨルドを意味する。スカンジナビア半島一帯に点在するフィヨルドのことをヴィークと呼んだため、その「ヴィークの人々」を指して「ヴァイキング」と呼ぶようになったと考えられている。後の研究の進展により、ヴァイキングは「その時代にスカンディナヴィア半島、バルト海沿岸に住んでいた人々全体」を指す言葉に変容した。そういった観点からはノルマン人とも呼ばれる。
また、『サーガ』や『エッダ』などに「ヴァイキングに行く」という表現がみられるところから「探検」「航海」「略奪」などを意味するのではないかという解釈がある。

## 背景
彼らは北方系ゲルマン人で、9世紀に入って侵略などを活発化させた。どうして彼等が域外へと進出したのかについては下記のような学説がある。

### 現在の説
ヴァイキングによる拡大と侵攻は中世温暖期（10世紀 - 14世紀）付近にはじまり、小氷河期（14世紀半ば - 19世紀半ば）には収束しているが、その直接的なきっかけは不明であり、いくつかの説が存在する。

#### キリスト教と宗教的対立
ヴァイキング時代の始まりとされるリンディスファーンの蹂躙は、カール大帝によるザクセン戦争、すなわちキリスト教徒による異教徒に対する戦争と時期を同じくする。歴史家のRudolf SimekとBruno Dumézilはヴァイキングによる攻撃は同社会におけるキリスト教の広まりに対する反撃ではないかと位置付けている。Rudolf Simek教授は『初期のヴァイキングの活動がカール大帝の統治時代と時を同じくするのは偶然ではない』と分析する。カール大帝はキリスト教を掲げ、侵攻と拡大を繰り返しており、スカンディナビアにおけるその脅威は想像できる。また、キリスト教の浸透はスカンディナヴィアにおいて問題化していてノルウェーではそれが原因で1世紀に渡り深刻な対立が生じていた。通商・貿易面では、スカンディナヴィア人はキリスト教徒による不平等な条件の押しつけで苦しんでいたことが判明している。名誉を重んじ、名誉が汚された場合は近隣を襲撃することを厭わない文化において、上記のような原因で外国を襲撃することは考えられる。

#### 技術的優位性からの富を求めた侵略
ヴァイキングは通商・貿易を生業としていた民族である。そのため、ヴァイキングはヨーロッパの中世初期頃から東アジア・中東とも交流を行い、航海術だけではなく、地理的な知識・工業的な技術・軍事的な技術も周辺のヨーロッパ諸国を凌駕するようになった。その結果、富を求め近隣諸国を侵略していったとされるものである。

### その他の説
- 人口の過剰を原因とする説がある。寒冷な気候のため土地の生産性はきわめて低く、食料不足が生じたとされる。山がちのノルウェーでは狭小なフィヨルドに平地は少ないため海上に乗り出すしかなく、デンマークでは平坦地はあったが土地自体が狭かった。スウェーデンは広い平坦地が広がっていたが集村を形成できないほど土地は貧しく、北はツンドラ地帯で論外であった。このため豊かな北欧域外への略奪、交易、移住が活発になったという仮説である。しかし、生産性が低く土地が貧しいのなら出生率が上がるとは考えにくく、今では否定的に捉えられている。
- 人口過剰説として、中世の温暖期も原因とされることがある。温暖化により北欧の土地の生産性が上がったが、出生率がそれを上回って上昇したため、域外へ進出することを招いたという説である。
- 大陸ヨーロッパではゲルマン民族移動など民族大移動の真っ只中であり、弱体化したヨーロッパに南下して付け入ったという説もある。
- 能力を理由とする説もある。ヴァイキングの航海技術が卓抜だったため（後述）、他の民族は対抗できなかったというものである。

## 武装

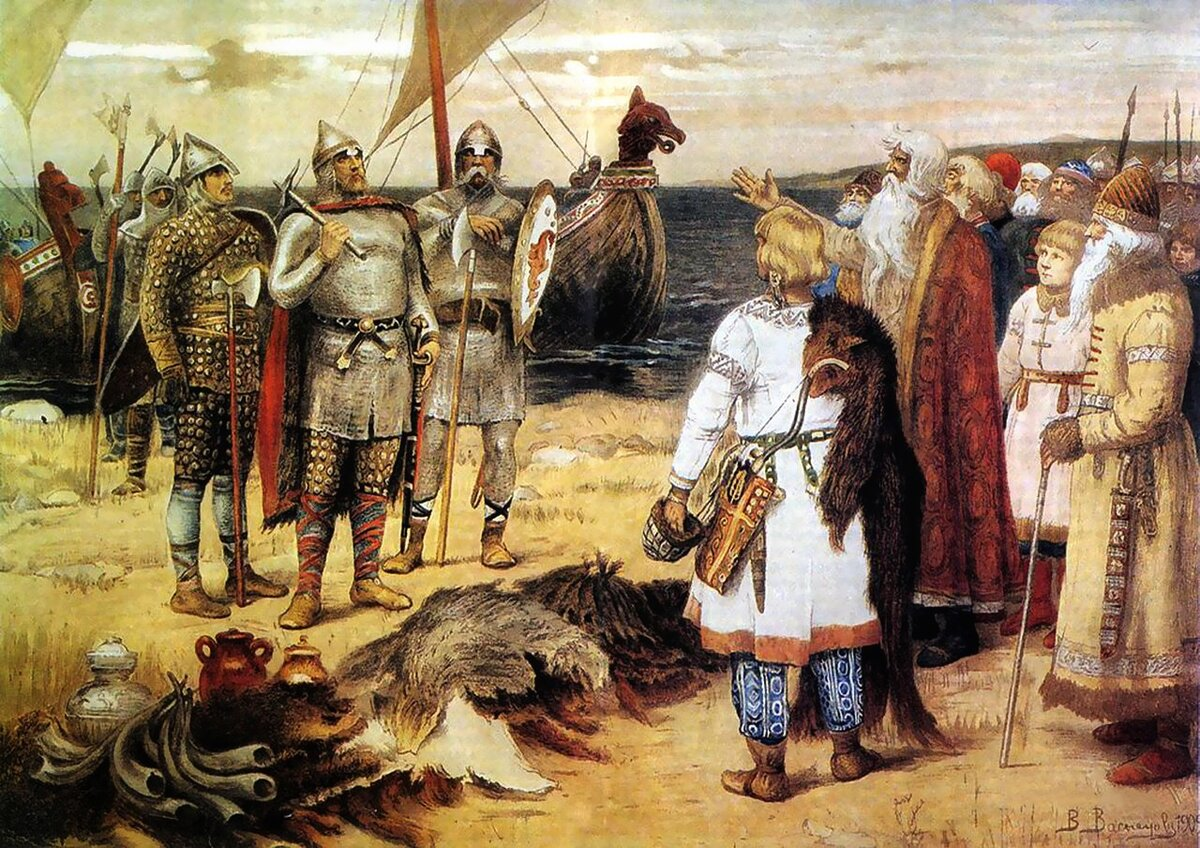
史実に近い形で描かれたヴァイキング。ただしここに描かれている人物はノヴゴロド公リューリクであり、半伝説的な人物である事には留意されたい。

ヴァイキング戦士の格好は、同時代の西欧の騎士と同様の、頭部を覆う兜とチェーンメイルが一般的であった。丸盾と大型の戦斧が、ヴァイキングの装備の特徴となる。
ノルウェーの10世紀の遺跡から出土した兜は、目の周りに眼鏡状の覆いがついていたが、角状の装飾品は見当たらない。むしろ同時代の西欧の騎士の兜が、動物や怪物を模した付加的な意匠を施す例があったのに対し、ヴァイキングの兜は付加的な意匠は乏しいと言える。
族長クラスは膝下までのチェーンメイルを身につけたが、一般のヴァイキングは膝上20cm程度のものを身につけていた。ヴァイキングとノルマン人の定義には曖昧なものがあり厳密な区分ができないが、ヴァイキングのチェーンメイルは黒鉄色、ノルマン人のチェーンメイルは銀白色、といった区分をする場合があり、アイルランド語ではヴァイキング・ノルマン人を「ロッホランナッホ (Lochlannach)」、つまり「白と黒」と呼んでいた。
ノルマン人と呼ばれる時代には、水滴状で鼻を防御する突起のついた兜が普及した。一体形成で意匠はさらに単純なものとなり、ノルマン・ヘルムと呼ばれた。これはノルマン人以外の西欧の騎士の間にも普及し、初期十字軍の騎士の一般的な装備ともなっている。
ステレオタイプ
一般に、角のついた兜と毛皮のベスト、といった服装が、ヴァイキングの服装のステレオタイプとして知られている。しかしこれは史実ではなく、当時のヴァイキングの遺跡からはこのような兜は出土していない。角のついた兜は、古代ローマ時代にローマと敵対したケルト人の風俗が、後世になってヴァイキングの風俗として訛伝されたものである。なおかつケルト人は数多くの部族に分かれていた集団であり、兜の意匠は様々であり、角のついた兜はその中の一種類に過ぎず、さらに兜を被る事ができたのは一部の部族長クラスに限られる。
ヴァイキングは広く金髪であると言うイメージを持たれている。実際には多くのヴァイキングは茶色い髪を持ち、スカンディナヴィア出身者以外の遺伝子の影響も大きく、血統内にはアジアや南欧由来の遺伝子も存在した。

## 舟

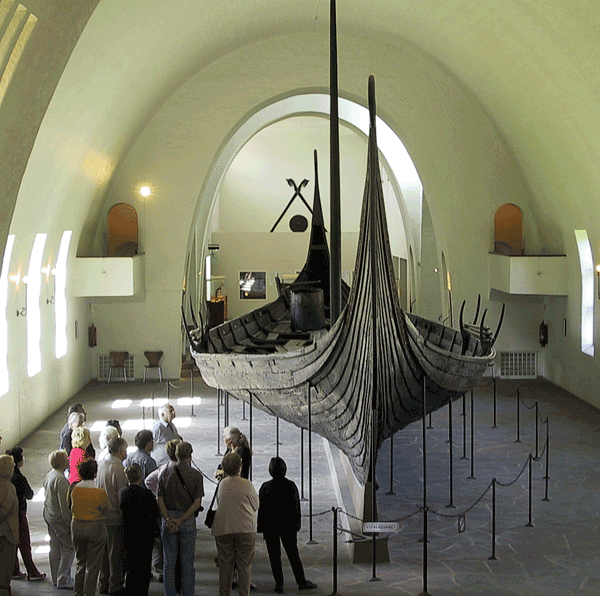
オーセベリ船
(ヴァイキング船博物館、オスロ)

ヴァイキングは「ロングシップ」と呼ばれる喫水の浅く、細長い舟を操った。ロングシップは外洋では帆走もできたが、多数のオールによって漕ぐこともでき、水深の浅い河川にでも侵入できた。また陸上では舟を引っ張って移動することもあり、ヴァイキングがどこを襲撃するかを予想するのは難しかった。まさに神出鬼没といえる。このため、アングロ・サクソン人諸王国や大陸のフランク王国も手の打ちようがなく、ヴァイキングの襲撃を阻止することはできず、甚大な被害を受けることになる。845年のヴァイキングによるパリ包囲などがいい例であろう。ロングシップのほか、戦闘にも貿易にも使用できたと考えられているクナールなど、ヴァイキングは何種類かの船を併用していた。
ヴァイキング船については、オスロ市ビグドイ地区にあるヴァイキング船博物館、およびデンマークのロスキレにあるヴァイキング船博物館が中心となって研究がおこなわれている。また、ヴァイキングには、船を副葬にする慣習（船葬墓）があり、ノルウェー・ヴェストフォル県トンスベルグ近郊のオーセベリ農場の墳丘墓で見つかったオーセベリ船や、同じくノルウェーのヴェストフォル県サンデフィヨルドのゴクスタ墳丘で見つかったゴクスタ船など、いくつかの船が完全な形で発掘され、ヴァイキング船の研究に大きな役割を果たした。オスロのヴァイキング船博物館には、オーセベリ船およびゴクスタ船、トゥーネ船が展示されている。

## 商業

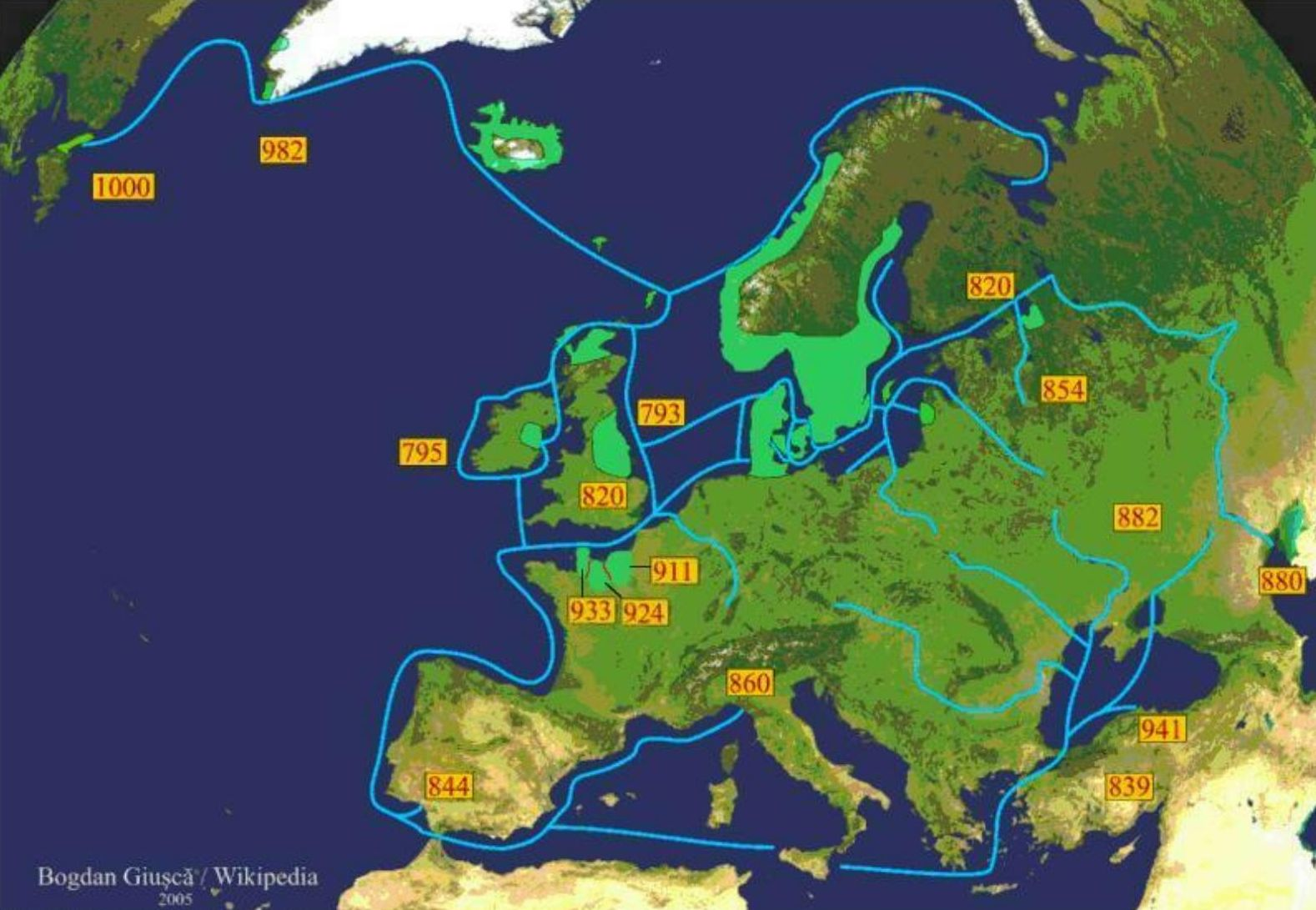
ヴァイキングの航海 緑色はヴァイキングの居住地（植民地）、青線は経路、数字は到達年。黒海やカスピ海、北アメリカ大陸のニューファンドランド島にも到達している

ヴァイキングは通常の商業も活発に行っており、ユトランド半島東岸のヘーゼビューや、スウェーデンのビルカは商業拠点として栄えた。ビルカからの交易ルートは、例えばブリテン諸島、イベリア半島、イタリア半島、バルカン半島、ヨーロッパロシア、北アフリカに達した。9世紀のイスラム・ディレム銀貨がバルト海のゴトランド島から大量に発掘されるなど、西アジアへの交易路はルーシの地を経て東ローマ帝国やイスラム帝国へと出る、いわゆるヴァリャーグからギリシアへの道によって東方世界とつながっており、コンスタンティノープルとの貿易も、ヴァイキングの通商路である。この事実から、ヴァイキングたちにとっても航海の主たる目的は交易であり、略奪の方がむしろ例外的なものだったと考えられる。

## 歴史

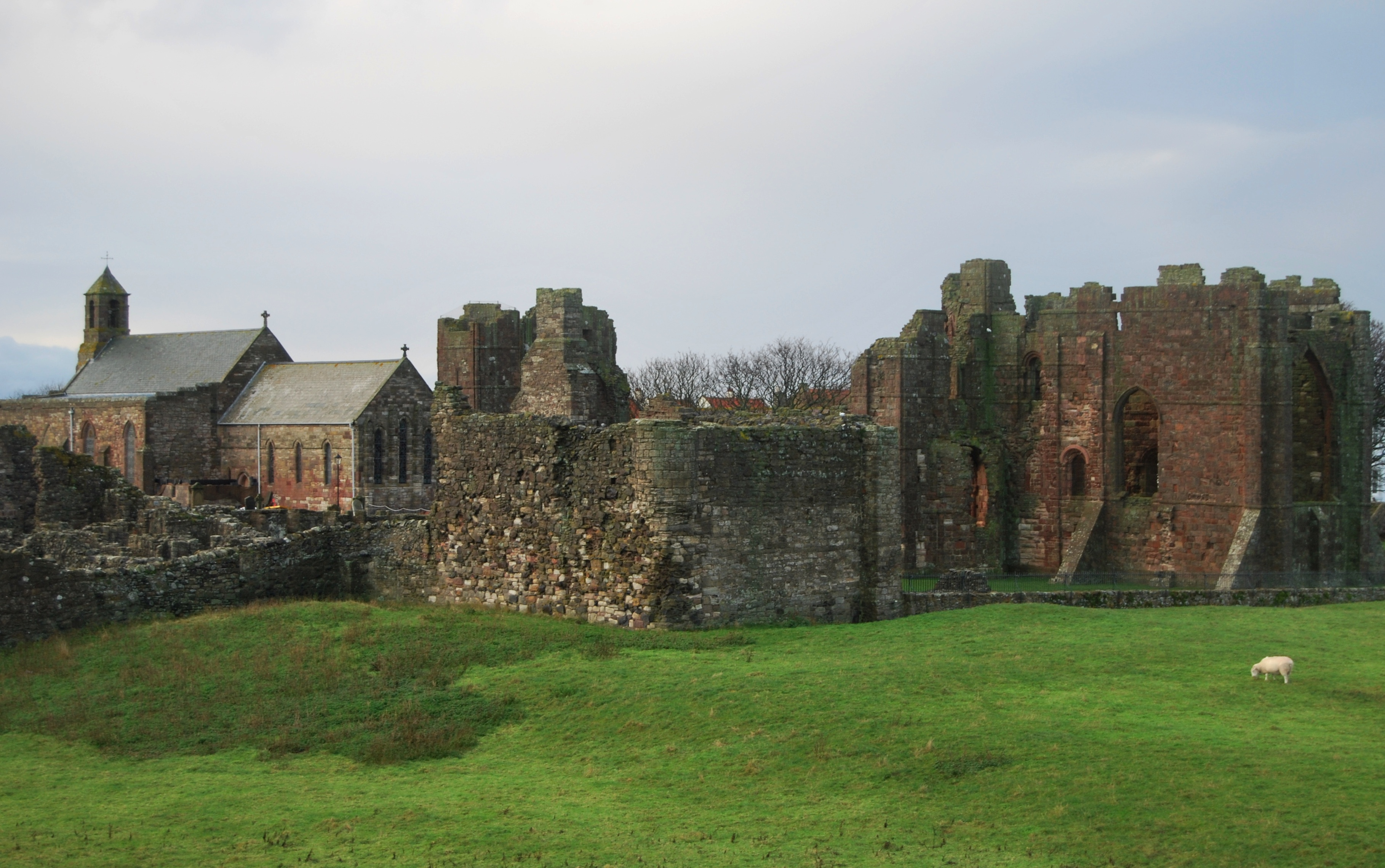
リンデスファーン修道院の廃墟

西暦700年代末頃からヴァイキング集団はブリテン諸島やフリースラントへの略奪を始めたが、この頃には季節の終わりには故郷へと戻っていた。
本格的なヴァイキングの時代が始まるのは、793年の北部イングランドのリンデスファーン修道院襲撃からとされる。以後、795年にはヘブリディーズ諸島のアイオナ修道院を略奪し、北海沿岸を襲撃していくようになった。だが、9世紀半ばからは西ヨーロッパに越冬地を設営して、さらなる略奪作戦のための基地とするようになった。いくつかの場合、これらの越冬地は永続的な定住地となっていった。
中世初期の文献資料は、ヴァイキングに敵意を持つ西欧人の記した記録や伝承記が多い。中世の西欧人にとってノルマン人（ヴァイキング）とペスト（黒死病）は二大脅威だったのである。
793年、ノルマン人と思われる一団によって、ブリテン島東岸のリンディスファーン修道院が襲撃された。このことは「アングロ・サクソン年代記」に記されており、西ヨーロッパの記録に記された最初のヴァイキングの襲撃とみなされている。
ヴァイキングは、9世紀にフェロー諸島、次いでアイスランドを発見した。そしてアイスランドからグリーンランド、アメリカ大陸（ニューファンドランド島と推測される）へ進出した。彼らはまた、ヨーロッパの沿岸や川を通って渡り歩く優れた商人であったことから、グリーンランドを北端にして南はロシアの内陸河川を航行してイスタンブールに進出していった。
ヴァイキングは海岸線を伝い、現在のフランスやオランダにあたる地をしばしば攻撃した。デーン人は、834年にフランク王国を襲撃、843年にはロワール川の河口に近いナントを襲った。10世紀に入るとパリがヴァイキングにより包囲され、ロワール川流域も荒廃した。10世紀初め、ヴァイキングの一首領ロロが西フランクを襲撃しない見返りとして、シャルル3世によってキリスト教への改宗と領土防衛を条件に、フランス北西部のセーヌ川流域に領土を封じられた。これがノルマンディー公国の始まりである（なお、ロロの子孫で西フランク（フランス）王の臣下でもあったウィリアム1世がのちにイングランドに侵攻し、ノルマン朝を開いている。これが1066年のノルマン・コンクエストである）。
ヴァイキングの西欧への侵入は当初は略奪目的が少なくなかったものの、9世紀末以降は、ロロの例にみられるごとく定住化の傾向が顕著になる。これは、ヴァイキングの故郷であるデンマーク一帯に統一権力形勢の動きが起こることと連関があり、故国で志をえない有力者が部下とともに移住するケースとみられる。

## 各国での歴史

### デンマークおよびノルウェー

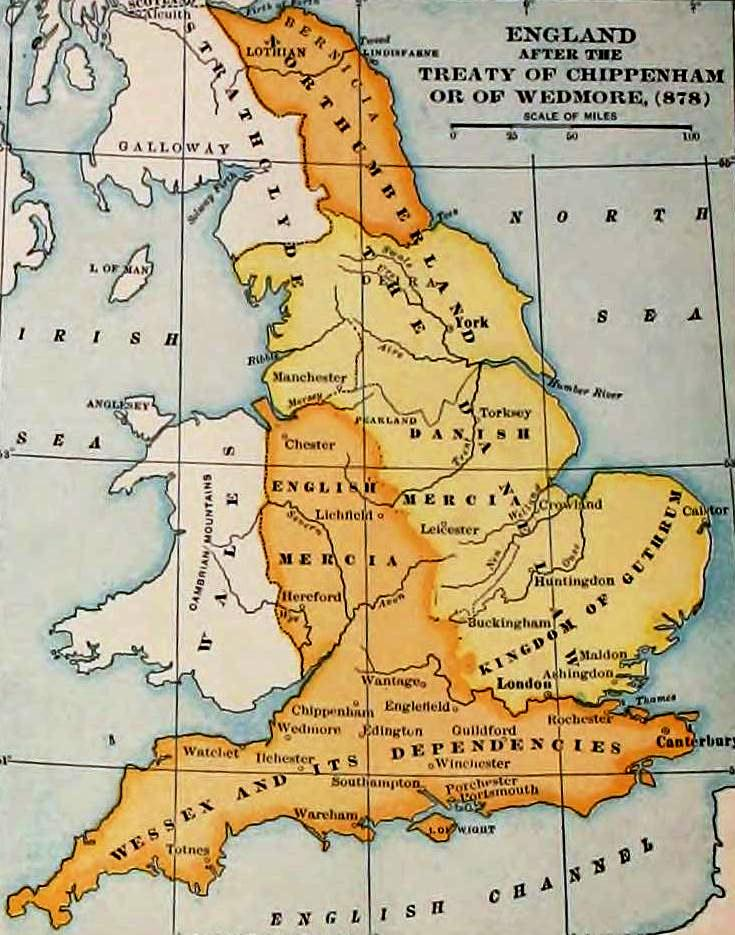
デーンロウ：黄色の部分

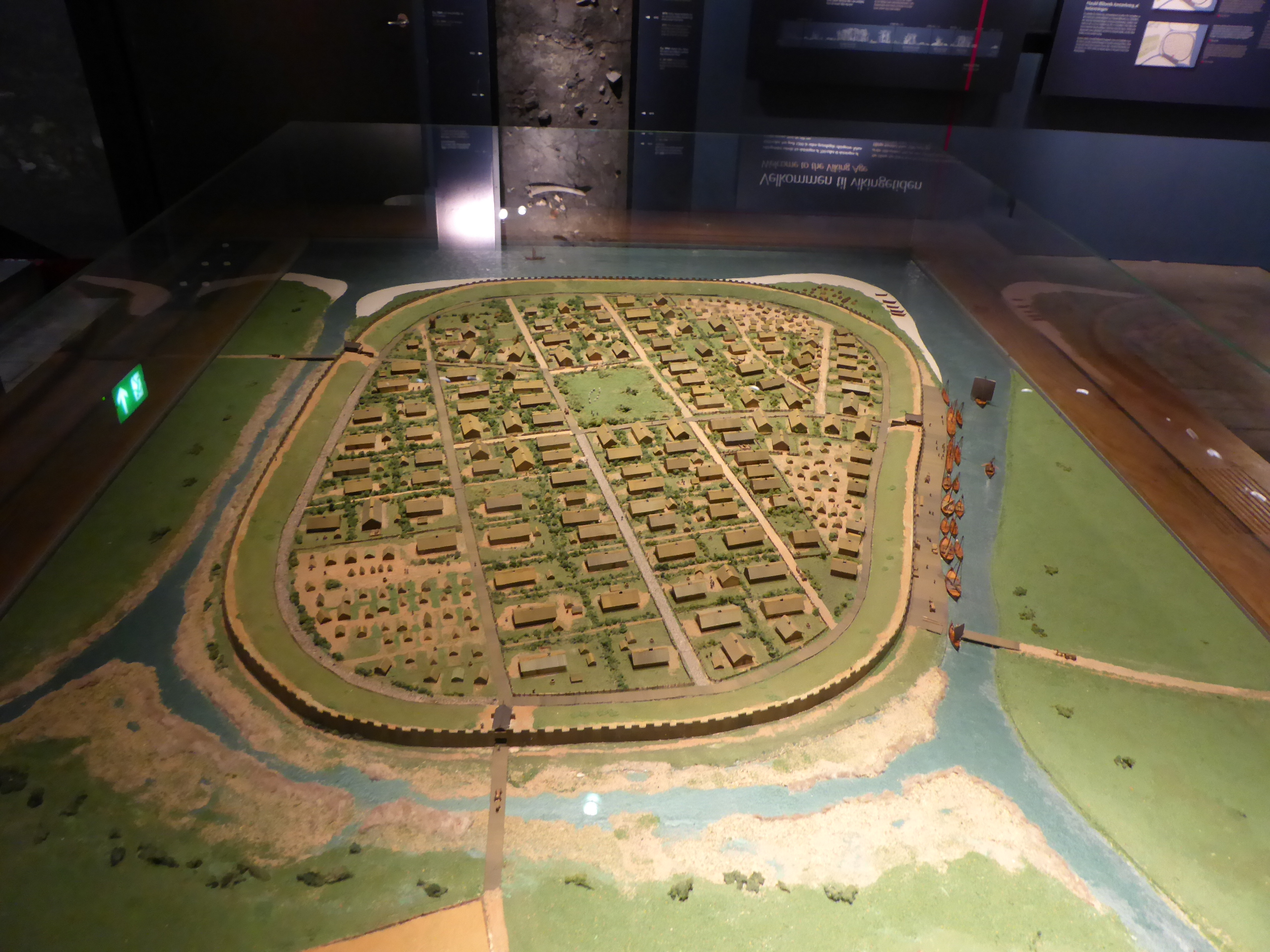
ヴァイキングの入植地オーフス再現モデル

アングロ・サクソンの史料においては、デンマークから来たヴァイキングはデーン人 (Daner, Dane) と呼ばれ、ヴァイキングの代名詞となった。また、ノルウェーのヴァイキングは、ノース人 (Norsemen, Norse) と呼ばれる。この2国は主に西方に広がる北海方面へと進出した。
804年、フランク王国のカール大帝はザクセンを併合し、これによりフランクとデンマークは国境を接することとなった。これに危機感を抱いたデンマーク王ゴズフレズは、スラヴ人の商業都市レリクを808年に滅ぼして商人を自らの商業都市であるヘーゼビューへと移住させ、以後ヘーゼビューはデンマークの商業中心となっていった。その後、810年にはフランク王国の北端となったフリースラントへと侵攻している。次代のヘミングの代には一時和平が成立したものの、834年にはフリース人の商業中心であるドレスタットを襲撃し、以後フランク王国北岸への攻撃を強めていく。841年には、フランク王ロタール1世はデンマークの二人の首長、ロリクとハラルドにワルヘレン島やフリースラントなどを与え、懐柔を試みる。ロリクはこの時、ノルマン侯国をドレスタットを中心として建設し、数十年ほど国を維持する。しかし、デーン人の南進は収まらず、さらにフランク王国自体が王位争いにより3分割されるに及んで、ヴァイキングの活動はさらに活発になった。
840年代にはロワール川河口やナント、ブルターニュを襲い、850年代にはジブラルタル海峡を回って地中海にまで進出し、イタリア半島やローヌ川流域を襲撃している。863年にはドレスタットを3たび襲撃し、この襲撃をもってドレスタットは完全に衰退する。
セーヌ川 (Seine) 河口に大軍の集結地を作り、そこから繰り返し北フランス各地へと出撃した。851年にはイングランド本土へ侵攻して東部イングランドを蹂躙し、865年にはふたたびイングランドに来襲してノーサンブリアからイースト・アングリア一帯を占領し、さらにイングランド南部をうかがった。これに対し、ウェセックス王国のアルフレッド大王は877年にデーン人を撃退し、翌878年のウェドモーアの和議によってイングランドは北東部と南西部に二分され、南西部をウェセックス王国が、北東部をデーン人の領域（デーンロウ）とすることが取り決められた。これ以後、150年にわたってイングランドの歴史はアングロサクソン諸王国とヴァイキングの闘争に支配される。911年にはセーヌ河の「ノースマン」（北の人＝ヴァイキング）は首長ロロの下に恒久的に定住し、ノルマンディー公国を形成することになる。
ヴァイキングはノルマン人とも言われるが、ノルマン人が居住したことからノルマンディーという地名が生まれた。後世の歴史学的用語としてはともかく、当代においてはノルマンディー公国以降のヴァイキングがノルマン人と呼ばれる。
ノルマンディー公国成立後も、デーン人の進出は続いた。11世紀のデンマーク王族カヌートは父がヴァイキングを先祖とするデーン人で母が西スラヴのポーランド人の王族であるがイングランドとデンマークを結ぶ北海帝国の主となり、カヌート大王（在位1016年 - 1035年）と呼ばれる。しかしその後、1035年にカヌートが死去するとすぐにこの帝国にはほころびが生じ、1042年にはエドワード懺悔王がイングランド王位に就く。しかし彼の死後、ノルマンディー公ギョームは1066年にアングロサクソン・イングランドを征服（ノルマン・コンクエスト）し、ノルマン王朝を築いた。
一方、地中海中央部のイタリア半島南部においては、999年ごろより聖地巡礼の帰路に立ち寄ったノルマン人たちが傭兵としてとどまり、ビザンツ帝国領や諸侯領のいりまじっていた南イタリアで徐々に勢力を拡大していく。こうしたなか、ノルマンディーの騎士ロベール・ギスカールは1059年、プッリャ公となり、やがて南イタリアを統一し、1071年には東ローマ帝国の拠点だったバーリを攻略。（ノルマン・東ローマ戦争）さらに1076年までに、当時イスラム勢力の支配下にあったシチリアを占領し、ノルマン朝（オートヴィル朝）を開いた。1130年にはルッジェーロ2世が王位につき、シチリア王国が成立した（ノルマン人による南イタリア征服）。
イタリアに渡ったノルマン人のうち、ターラント公ボエモンは、第一次十字軍に参加し、1098年にアンティオキア公国を建国した。

### ノース人の北方進出

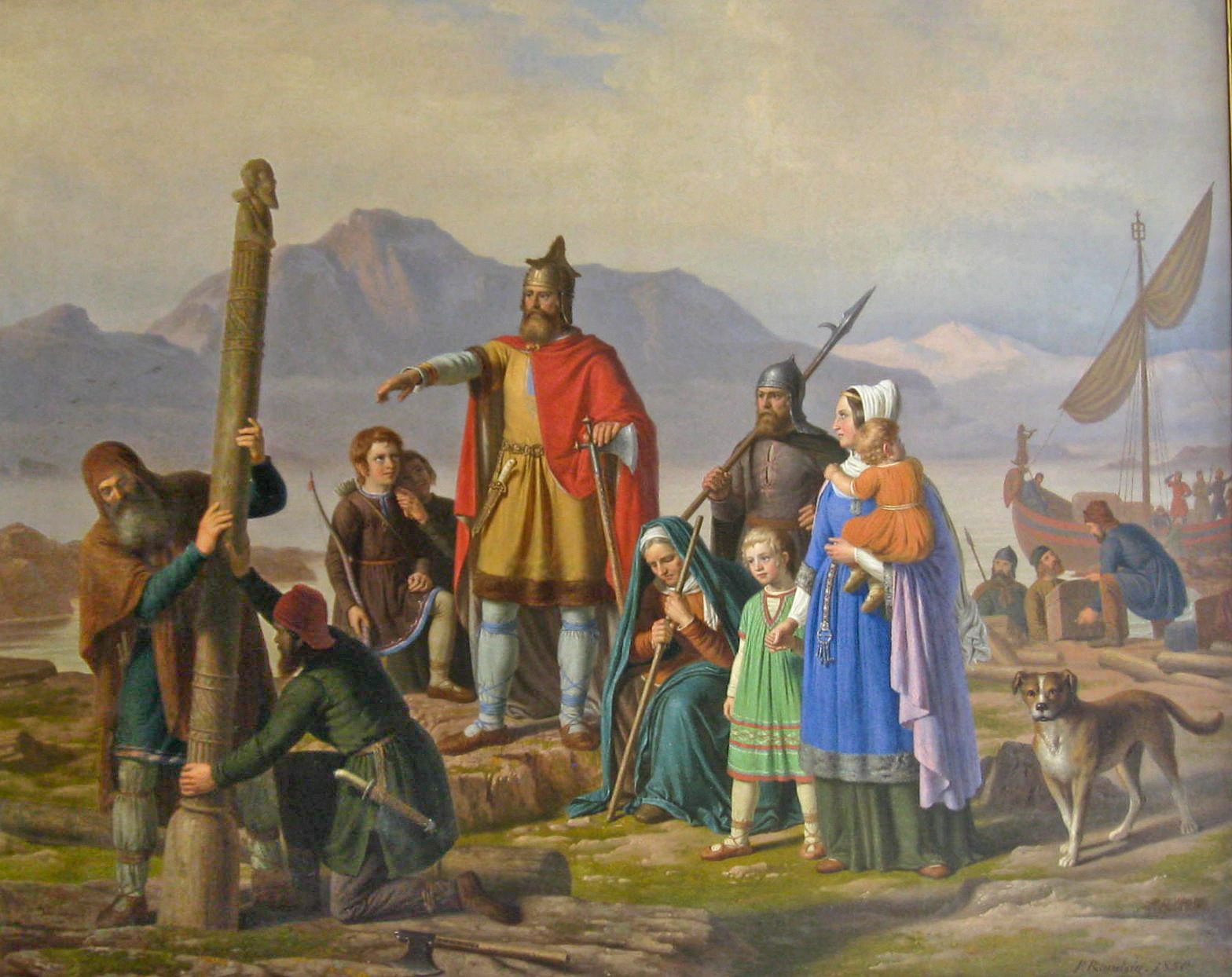
インゴールヴル・アルナルソン

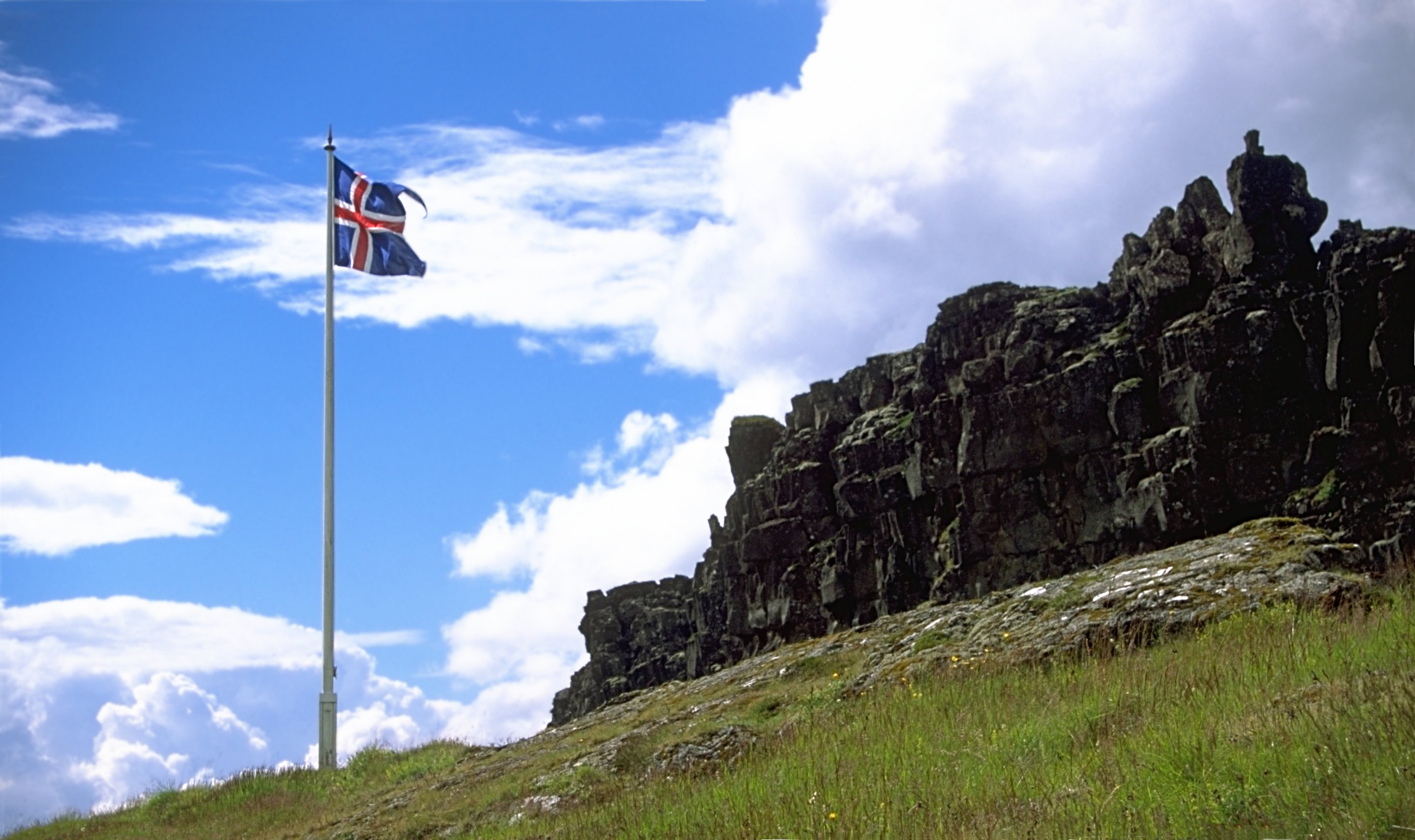
シンクヴェトリルのアルシング開催地

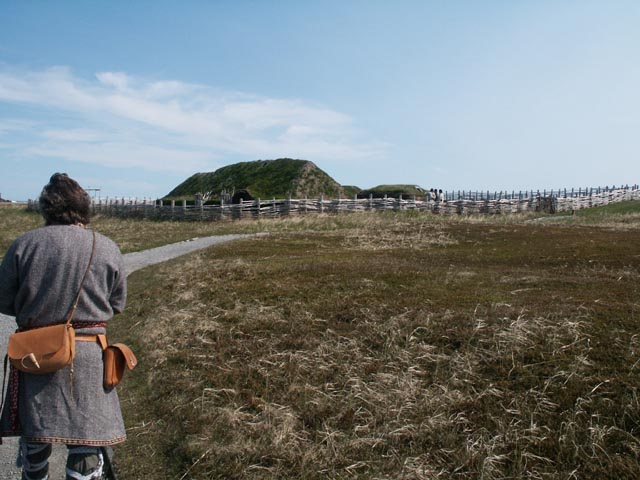
ランス・オ・メドーの家

ノース人はまた、独自に北方へと進出していた。8世紀にはオークニー諸島やシェトランド諸島、9世紀にはフェロー諸島やヘブリディーズ諸島、東アイルランドに進出した。ノース人のヨーロッパ航路は、オークニー諸島・シェトランド諸島からアイルランド海峡を経て南下するものが主だった。9世紀半ばごろには、拠点としてアイルランド東岸にダブリンが建設された。
フローキ・ビリガルズソンらの航海によってアイスランドの存在が知られると、874年には、インゴールヴル・アルナルソンがアイスランドへと入植し、レイキャヴィークに農場を開いた。彼はアイスランド最初の植民者であるとされる。これ以降、ノルウェーからの移住者が続々とアイスランドにやってきて入植していった。これらの入植は、やがて『植民の書』と呼ばれる書物にまとめられた。930年、アイスランド各地のシング（民会）の代表がシンクヴェトリルへと集結し、全島議会アルシングを開催し、以降毎夏開催されるようになった。
985年に赤毛のエイリークがグリーンランドを発見し、ここでもただちに入植がはじまった。その息子レイフ・エリクソンは北アメリカにまで航海し、そこをヴィンランドと命名した。1000年のことである（ノース人によるアメリカ大陸の植民地化）。この後もヴィンランドへは数度航海が試みられ、ソルフィン・カルルセフニは再到達に成功している。1960年にはカナダのニューファンドランドにあるランス・オ・メドーでノース人の入植地跡が発見され、この到達が事実であることが確認された。これらの航海は、『グリーンランド人のサガ』および『赤毛のエイリークのサガ』というふたつのサガによって語り継がれ、この二つのサガを総称してヴィンランド・サガとも呼ばれる。しかし、このヴィンランド植民の試みは、スクレーリングと彼らの呼んだ先住民との対立によって潰え、ランス・オ・メドーも数年で放棄された。グリーンランドも数世紀植民地を維持したものの、寒冷化による食糧事情の悪化によって1430年前後に壊滅し、グリーンランド以西の植民地活動は最終的には失敗に終わった。
なお、開拓者の消滅後もデンマーク＝ノルウェー王国は、グリーンランドを自国の領有地であると考え続け、18世紀以降、この島に対するデンマークの領有権主張の始まりとなった（デンマークによるアメリカ大陸の植民地化）。またノルウェー人も、20世紀初頭に「赤毛のエイリークの土地」と呼んでグリーンランドの領有権を主張していたが、現在、グリーンランドはデンマークの自治領となっている。

### スウェーデン

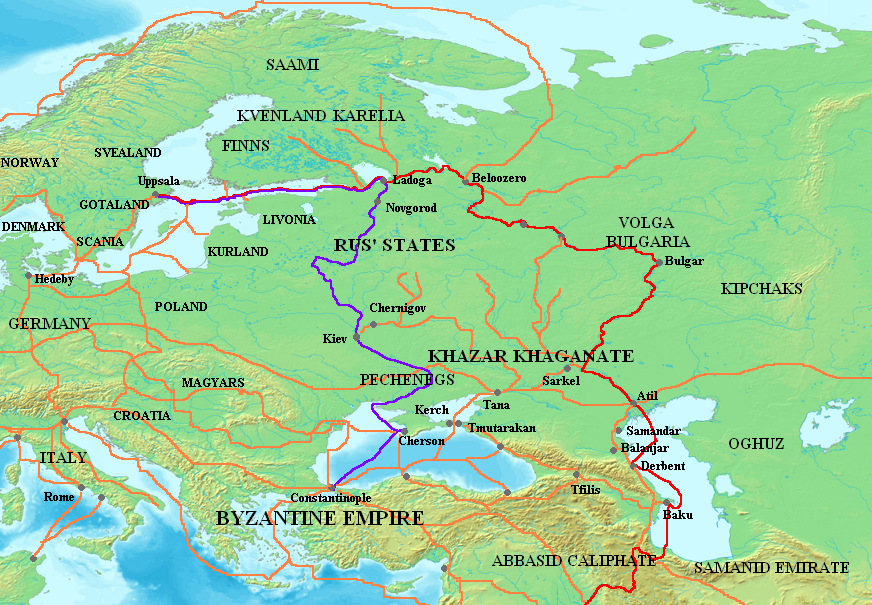
地図中の青線（バルト海上の紫線を含む）が「ヴァリャーグからギリシアへの道」を示す

スウェーデンのヴァイキングは、しばしばスヴェア人と呼ばれる。北方ドイツやフィンランド、東スラヴ地域へも進出した。東スラヴの地へ初期の進出は、8世紀後半から9世紀半ばにかけてあったとされる都市国家群のルーシ・カガン国の建国であった（国家群の民族構成には、ノース人の他、バルト人、スラヴ人、フィン人、テュルク系民族も含まれている）。彼らはフランク王国の「サンベルタン年代記」などでノース人、あるいはスウェーデン人であったと伝えられている。このルーシ・カガン国が最期、発展してキエフ・ルーシとなったのか、あるいは単にキエフ・ルーシに吸収されたのかは不明である。また、リューリクがノヴゴロド公国で新しい公朝を立てたといわれているが、この論争はゲルマニスト・スラヴィスト間の対立として知られ、とくに『ルーシ年代記』にみられる「ルーシ」の同定、さらに「ルーシ」が国家形成で果たした役割をどう評価するかが論点となっている。ただし、現代では反ノルマン説は根拠に乏しいとして否定されている（反ノルマン説を提起するのは、多数の東欧の歴史家である。この問題は、史実的な問題というよりも政治的な問題である）。また、ノルマン人がルーシ国家の創設に深く関わっていたのは事実である。さらに、リガ湾やフィンランド湾に流れ込む河川を遡り、9世紀にはバルト海と黒海を結ぶ陸上ルートを支配するようになった。彼らは東ローマ帝国の都コンスタンティノープルにまで姿を現している（839年頃）。このルートは直接イスラム世界へとつながるものであり、フランク王国経由ルートにかわりこのバルト海ルートが一時スカンディナヴィアと東方世界とをつないでいた。伝説的な要素も含む『原初年代記』によれば、882年にはドニエプル川を南下し、リューリクの息子イーゴリが、オレグを後見人にキエフ大公国を建国。彼らはヴァリャーグと呼ばれる。またサガ（スノッリ・ストゥルルソン「ヘイムスクリングラ」）やリンベルトによる聖人伝「聖アンスガールの生涯」によると、9世紀のスウェーデンのエリク王（族王）の時代には、エストニアとクールラント（今のラトヴィアの一部）を支配していたが、それを失ったらしい。なお、スウェーデン・ヴァイキングには、フィン人も参加していたとフィンランドでは主張されているが、史実的な裏付けはない。

### フリースラント
この時期においてフリースラントといえば、現在のブルッヘからユトランド半島西岸までの領域を指す。この領域はフリースラント・フランク戦争の影響で徐々にフランク人の勢力下に入りつつあったが、フランク人らによるキリスト教化政策や文化的同化政策はうまく進んでいなかった。それ故にしばしばフリースラントの住民ら自身がヴァイキングとして周辺を荒らしまわることもあった。

　それと同時期に、フリースラントの諸都市が北欧のヴァイキングに襲撃され始める。ヴァイキングらはフリースラント北部のen: Wieringen地域に拠点を構えることが多かった。またヴァイキングの首長がフリジア公などと名乗りフリースラントを実質的に支配下に置くこともあった。

## 後裔国家
ルーシ原初年代記によるとリューリクとその息子たちは東スラヴの各部族に要請されて一帯の統率者となり、860年から880年にかけてノヴゴロド公国やキエフ大公国に新しい公朝を立てた。ただし、これは伝承的色彩の濃い史料に基づいており、リューリクが果たして本当に実在したヴァイキングだったのかを含めて、15世紀まで不確実性が残るが、いずれにせよ、この一帯に定住したヴァイキングは次第にスラヴ人に同化して消滅していった。ルーシでは、スラヴ人君主ながら親スカンディナヴィア政策を取ったキエフ大公ウラジーミル1世までがヴァリャーグ人時代であったと言える（ノルウェー・ヴァイキングであるオーラヴ・トリグヴァソンや後にノルマン・コンクエストに関わるハーラル3世が親衛隊としてキエフ大公国に仕えた他、ルーシにおける半伝説的存在であったリューリクを高祖とするリューリク朝が東スラヴ人の国家ではあったものの、1598年まで存在していたなどの影響が残った）。リューリクは、862年にラドガを自分の都と定めたが、ヴァイキングたちにとってもラドガは東方の拠点の一つでもあり、ラドガの周囲にはリューリク及びその後継者たちのものとされる陵墓も現存する。990年代にノルウェー・ヴァイキングのエイリーク・ハーコナルソンがラドガ湖を襲い、ラドガの街に火をかけたことがサガに記されているほか、11世紀にスウェーデン王女とノヴゴロド公ヤロスラフ1世が結婚した時の条件として王女のいとこのスウェーデン貴族にラドガの支配を任じたことが年代記とサガに記されている。また、ラドガの発掘品からもラドガが次第にヴァリャーグの街となっていったことが確認でき、少なくとも二人のスウェーデン王（ステンキルとインゲ1世）が青少年期をラドガで過ごしている。しかし12世紀以降、ラドガはノヴゴロド公国（ノヴゴロド共和国）の所有する、交易のための死活的に重要な前哨地となり、さらに正教会の教会と要塞が建てられ、北欧との関係は薄れていった。
ノルウェー人の築いた植民地は、アイスランドの植民の成功を除き、全て13世紀から16世紀までに、北欧本国からの連絡が途絶えてしまったとされる。しかしその後も僅かながらの「白いエスキモー」、「金髪のエスキモー」に遭遇したと言う、船乗りたちの話が北欧に伝えられたのである。しかしヴァイキングの活動は急速に失われつつあった。
こうして初期のヴァイキングの自由、そして独立した精神は失われてしまったのである。海賊、交易民的な性格を失っていったヴァイキングは、次第にノルマン人と呼ばれる頻度が多くなっていく。
イングランド、ノルマンディー、シチリア、あるいは東方に向かったヴァイキング・ノルマン人たちは、その地に根付き、王となり、貴族となった。やがてノルマン人としてのアイディンティティを喪失し、現地に同化していった。
一方でヴァイキングの故地たる北欧においても、徐々に強固な国家形成がなされていき、その住民たちも、デーン人、スヴェア人、ノース人、アイスランド人へと、それぞれの国家の国民、民族として分離していく。
こうして、13世紀までには、殆どのヴァイキング・ノルマン人は消滅していく事になる。
考古学者による研究では、ヴァイキングの内、ノルウェー人の祖先は主にアイルランド、アイスランド、グリーンランドへ、スウェーデン人の祖先はバルト諸国へ、デンマーク人の祖先はスコットランド、イングランドへ移住したとされる。

## 戦い
- バイキングの襲撃と戦術
- バイキングの装備（英語版）

タイムライン
対バイキング
- ブルフ（英語版）（イギリスの対バイキング用要塞群）

## 著名人物
- ヨムスヴァイキング - バルト海のヨムスボルグを本拠地とするバイキング
- ノルウェー王オーラヴ1世 - キリスト教化していく転機を作った。
- ラグナル・ロズブローク - 大異教軍を率いイギリスやフランス（パリ包囲戦）を襲った。
- 蛇の目のシーヴァルド
- ヴィトセルク
- ビルカの女性ヴァイキング戦士
- 骨無しのイーヴァル
- エギル・スカラグリームスソン
- 赤毛のエイリーク‐グリーンランドにヨーロッパ人として初めて入植した。
- のっぽのトルケル
- ハールヴダン・ラグナルスソン
- 剛勇のビョルン
- シグヴァルディ
- レイフ・エリクソン‐アメリカ大陸にヨーロッパ人として初めて上陸した。

## 関連作品・ジャンル
上述の通り、角兜・毛皮のベストなどの、史実と異なるヴァイキングのステレオタイプの風俗が採用されている作品が多い。
漫画
- 緋色い剣（あかいつるぎ） - あずみ椋による、北欧伝説をもとにヴァイキングの活動を描いている（1986年～1993年）。
- 獅子の如く（1994年～2001年）-　あずみ椋による『トリュッグヴィの息子オーラーヴル王のサガ』の翻案。この作者には、ヴァイキングをモデルに以下の漫画がある。
  - ディース…!（1987年）
  - 神の槍（1996年）
  - 北欧伝説（1987年・1993年）
  - 戦士の宴（1983年）
  - 月光は銀の矢のごとく（1987年）
  - 天涯宮殿（1988年）
- ヴィンランド・サガ - 『月刊アフタヌーン』で連載中の幸村誠による歴史漫画。2017年4月21日現在19巻。11世紀のヴァイキングの生き様を描いている。

映像
- ヴァイキング - 1957年製作のアメリカ映画。カーク・ダグラス主演。ヴァイキングとイングランド王との抗争を描く。
- 小さなバイキングビッケ - ルーネル・ヨンソン原作の1974年4月3日 - 1975年9月24日にフジテレビ系で放送されたテレビアニメ作品。角つき兜という欧米のヴァイキングのステレオタイプな印象を、日本に定着させた。
- ヴァイキングサーガ（英語版） - 1995年製作のアメリカ映画。舞台は古代アイスランド。ノルウェーから移住してきたヴァイキングの子孫達の物語。
- ヒックとドラゴン - 2010年のアメリカの3Dアニメ映画。
- ヴァイキング・サーガ - 2013年製作のイギリス映画。793年のリンディスファーン修道院襲撃事件が題材。
- ヴァイキング 〜海の覇者たち〜 - TVシリーズとして2013年からカナダやアメリカで初公開されている。
- バイキング - 8世紀のノルハイムを舞台とした2016年から2020年のノルウェーのコメディドラマ。

ゲーム
- The Fury of the Norsemen: Micro history 4 - メーカーMetagaming、デザイナーK. Hendryxの1980年のゲーム。10 - 11世紀前後に活発に活動した、北欧のヴァイキングたちが蛮族として登場する戦略級 - 作戦級のウォーゲームは色々とあるが、非常に珍しい（おそらく唯一の）ヴァイキングのその襲撃行動そのものをシミュレートした作品。
- アサシン クリード ヴァルハラ - ヴァイキングの侵攻が活発だった9世紀ヨーロッパを舞台としたゲーム。主人公のエイヴォルが属する戦士団がヴァイキングである他、ゲーム内でヴァイキングの装備、文化や建築が再現されている。

その他
- スカンジナビア航空は、創設以来の伝統として、保有する航空機一機ずつに全て "○○ Viking" とヴァイキングの英雄の名を愛称として名づけており、北欧の民族としての誇りを強調する形を取っている。
- ウップヘリーアー（英語版） - 1890年代からシェトランド諸島で行われているヴァイキングの伝統を称える火祭り[15]。
- 日本の飲食店では、食べ放題メニューがしばしば「バイキング」と呼ばれる。これは北欧の食べ放題メニューであるスモーガスボードを日本に導入した際、日本人には馴染みが無い言葉で発音もしにくい事から、北欧の海賊を描いた映画の豪快な食事シーンからの連想で「バイキング」と命名されたところからきている[16]。
- ノースマン 導かれし復讐者 - 2022年製作のアメリカ映画。10世紀のアイスランドを舞台に、ヴァイキングの王子アムレートが、父親を殺した叔父に復讐を誓う。

## 読書案内
日本語で記述された基本的な文献を出版年の新しい順に並べた。
- 市川定春と怪兵隊『幻の戦士たち』新紀元社、2011年。ISBN 978-4775309421。
- 角谷英則『ヴァイキング時代（諸文明の起源9）』京都大学学術出版会〈学術選書〉、2006年。ISBN 978-4-87698-809-9。
- ラーション, マッツ・G.『悲劇のヴァイキング遠征 東方探検家イングヴァールの足跡1036-1041』荒川明久訳、新宿書房、2004年12月。ISBN 978-4-88008-324-7。
- 熊野聰『ヴァイキングの経済学』山川出版社、2003年。ISBN 4-634-49130-3。
- 黒川祐次『物語 ウクライナの歴史』中公新書、2002年。ISBN 4-12-101655-6。
- ファーバー, G.『ノルマン民族の謎 海賊ヴァイキングの足跡』片岡哲史、戸叶勝也訳、アリアドネ企画〈アリアドネ古代史スペクタクル 5〉、2001年11月。ISBN 978-4-384-02690-0。
- クラーク, H.、アンブロシアーニ, B.『ヴァイキングと都市』熊野聰監修、角谷英則訳、東海大学出版会、2001年。ISBN 978-4-486-01531-4。
- ヒースマン姿子『ヴァイキングの考古学』同成社、2000年。ISBN 4-88621-210-7。
- ベイティ, コーリン他 著、グラハム=キャンベル, ジェームス 編『ヴァイキングの世界』熊野聰監修、ヒースマン姿子他訳、朝倉書店〈図説世界文化地理大百科〉、1999年5月。ISBN 978-4-254-16656-9。
- 伏島正義『スウェーデン中世社会の研究』刀水書房、1998年。ISBN 4-88708-223-1。
- ハストルプ, K.（デンマーク語版） 編『北欧の自然と生業』熊野聰、清水育男、早野勝巳訳、東海大学出版会〈北欧社会の基層と構造 2〉、1996年5月。ISBN 978-4-486-01361-7。
- アルムグレン, B. (スウェーデン語版) 編『図説ヴァイキングの歴史』蔵持不三也訳、原書房、1990年6月。ISBN 978-4-562-02101-7。
- 熊野聰『北欧初期社会の研究』未來社、1986年。ISBN 4-624-11102-8。
- 熊野聰『北の農民ヴァイキング』平凡社、1983年。ISBN 4-582-47407-1。